# (39828) 1998 BH4
1998 بي إتش 4 (ويعرف أيضًا باسم (39828) 1998 بي إتش 4 وفق تسمية الكوكب الصغير) (بالإنجليزية: 1998 BH4)‏ هو كويكب ضمن حزام الكويكبات؛ وترتيبه 39828 من حيث الاكتشاف.
اكتُشف هذا الجُرم الفلكي بواسطة Yoshisada Shimizu ‏ في 21 يناير 1998.

## وصلات خارجية
- (39828) 1998 BH4 في قاعدة بيانات مختبر الدفع النفاث لأجرام النظام الشمسي الصغيرة

- الاكتشاف · مخطط المدار ·  العناصر المدارية · المعلمات المادية

- (39828) 1998 BH4 على موقع ويكي سكاي: DSS2, SDSS, GALEX, IRAS, Hydrogen α, X-Ray, Astrophoto, Sky Map, Articles and images